# BAP Almirante Guise (1933)
Pour les articles homonymes, voir BAP Almirante Guise.
Le BAP Almirante Guise était un destroyer qui a servi dans les marines russe, estonienne et péruvienne de 1917 à 1954. C’était un type reconstruit de la classe Iziaslav. Initialement nommé Avtroil alors qu’il était au service de la Russie, il a été capturé en 1918 par la Royal Navy et remis à l’Estonie où il a été rebaptisé Lennuk. Le navire a participé à la guerre d'indépendance de l'Estonie et a servi dans la marine estonienne jusqu’en 1933, date à laquelle il a été vendu au Pérou où il a été rebaptisé Almirante Guise.

## Historique
À la suite de l’effondrement de l’Empire russe et de l’intervention des Alliés dans la guerre civile russe, le destroyer Avtroil, alors sous contrôle bolchevique, est capturé par des croiseurs et des destroyers britanniques en décembre 1918 dans la mer Baltique. Le navire a été transféré à l’Estonie, à laquelle il a été acheté par la marine péruvienne en 1933. Le navire a été rebaptisé Almirante Guise et a servi dans la marine péruvienne jusqu’à ce qu’il soit ferraillé en 1954.